# Lapina

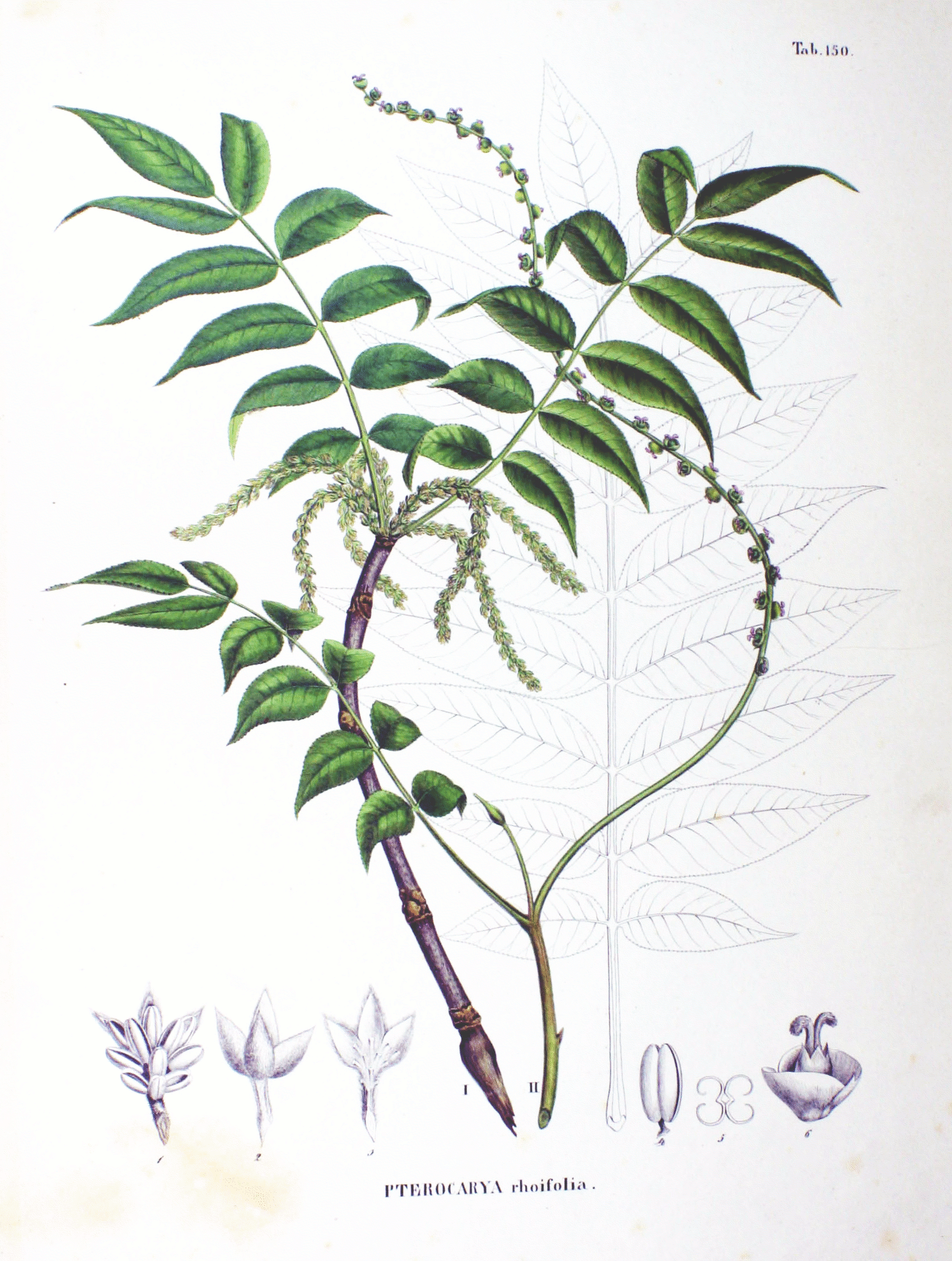
Ilustrace lapiny škumpolisté z roku 1870

Lapina (Pterocarya), česky též paořech, je rod rostlin patřící do čeledi ořešákovité (Juglandaceae). Jsou to opadavé stromy se zpeřenými střídavými listy a drobnými, větrosprašnými květy v převislých klasovitých květenstvích. Plodem je oříšek se dvěma křídly. Rod zahrnuje 5 druhů a je rozšířen výhradně v Asii. Některé druhy jsou pěstovány i v České republice jako okrasné dřeviny. Nejznámějším zástupcem je lapina jasanolistá.

## Popis
Lapiny jsou opadavé, jednodomé, rychle rostoucí stromy, dorůstající výšky 15 až 30 metrů. Dřeň ve větévkách je přehrádkovaná podobně jako u ořešáku. Vrcholový pupen je podlouhlý, nekrytý nebo se 2 či 4 překrývajícími se šupinami. Listy jsou střídavé, lichozpeřené nebo sudozpeřené, tvořené 5 až 21 jařmy pilovitých lístků.
Květy jdou drobné a nenápadné, jednopohlavné, podepřené celistvým listenem a 2 listenci. Okvětí je tvořeno 2 kališními lístky. V samčích květech je 5 až 18 tyčinek, samčí květy obsahují semeník zakončený krátkou čnělkou nesoucí dvoulaločnou bliznu.
uspořádané v převislých klasech. Květenství jsou jednopohlavná, mohou být postranní i vrcholová a vyrůstají na mladých letorostech nebo na starších větévkách. Samčí květenství jsou jednotlivá a vyrůstají buď postranně na starších větévkách nebo při bázi mladých letorostů, zatímco samičí květenství vyrůstají na vrcholu mladých letorostů. Plodem jsou oříšky, uspořádané v prodlouženém, převislém, klasovitém plodenství, dosahujícím délky 15 až 45 cm. Oříšky nesou 2 křídla a obsahují 4 komůrky.

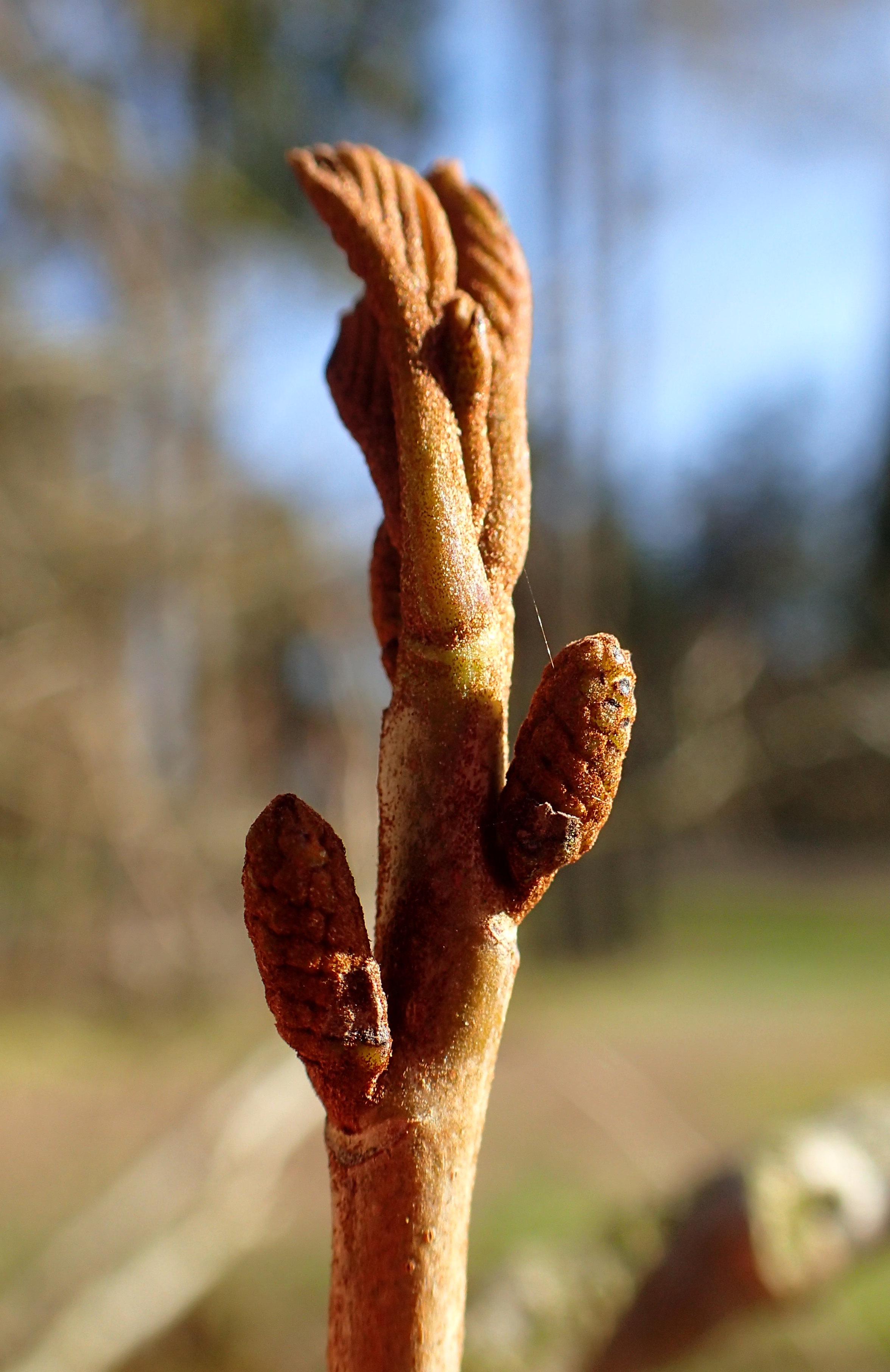
Větévka lapiny úzkokřídlé
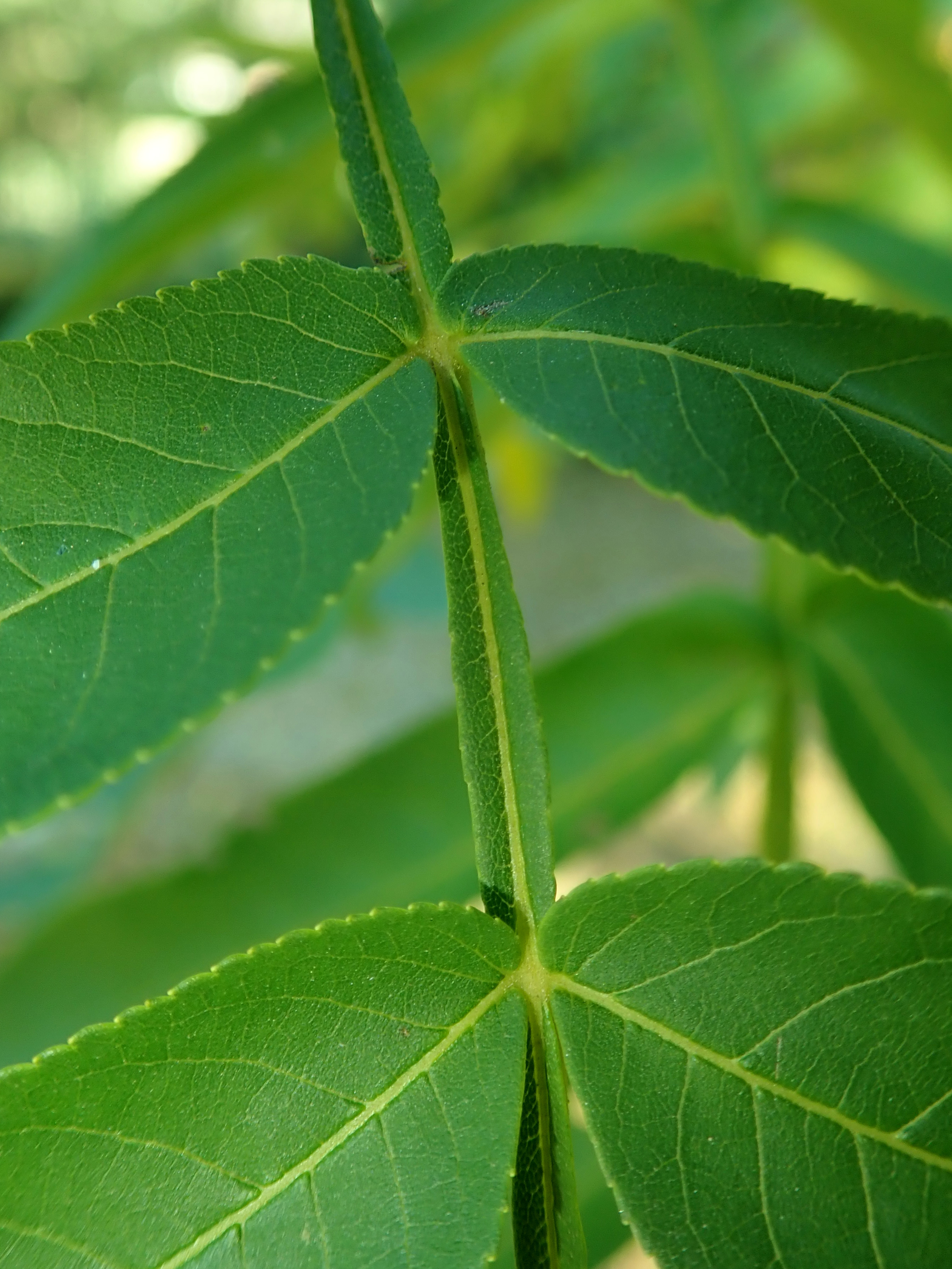
Detail listu lapiny úzkokřídlé
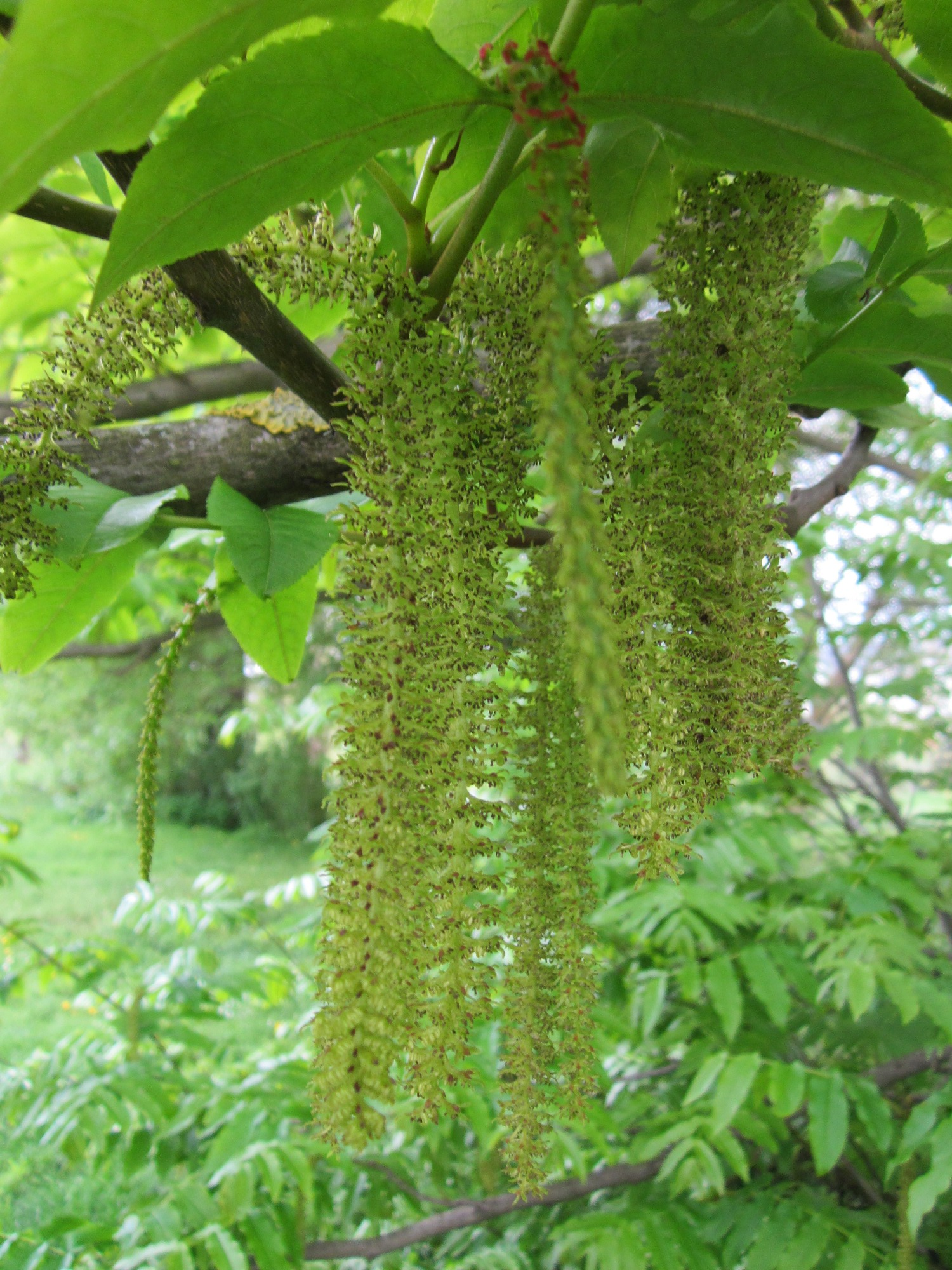
Květenství lapiny jasanolisté
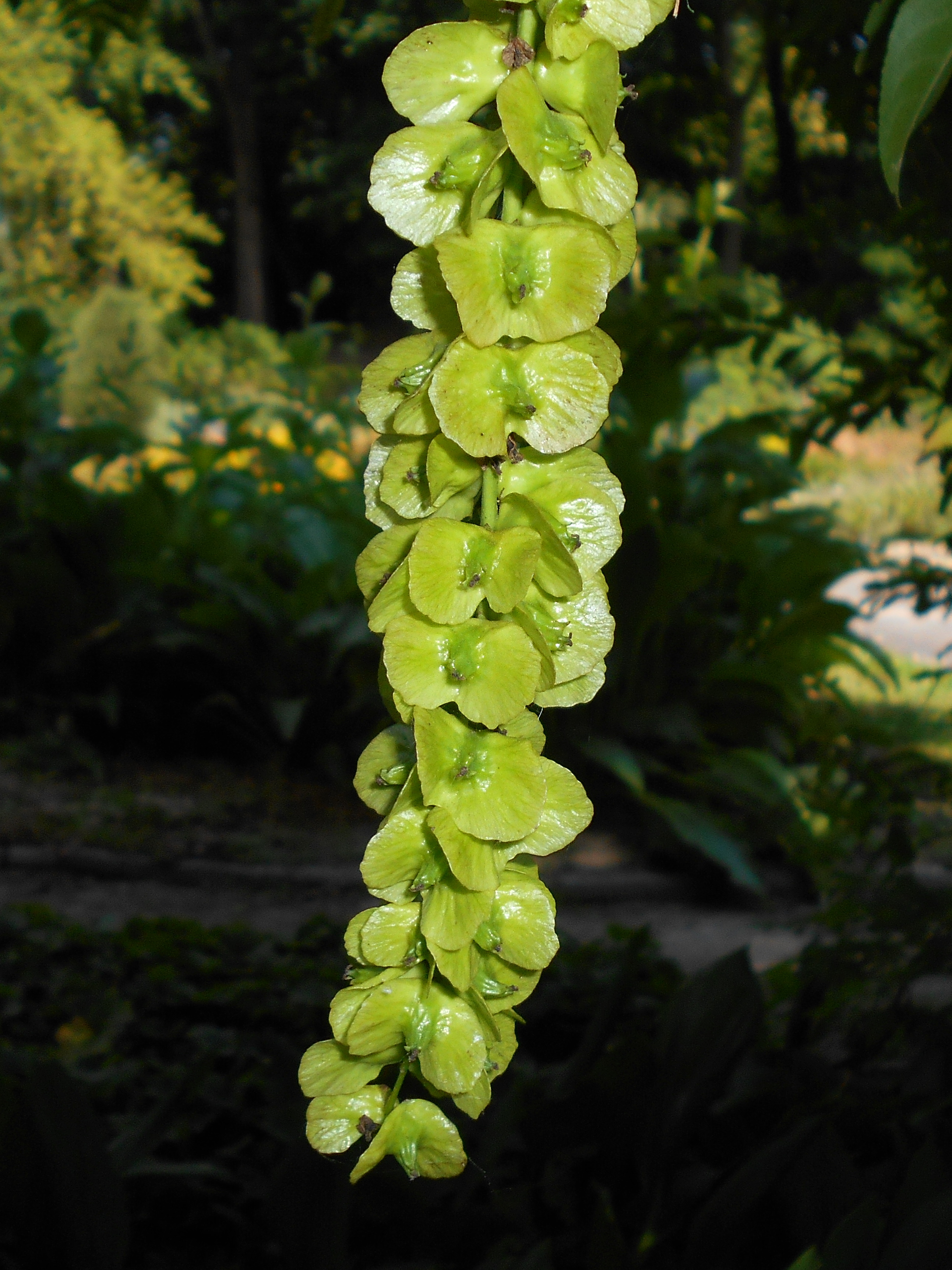
Plodenství lapiny jasanolisté

## Rozšíření
Rod zahrnuje 6 druhů a je rozšířen v Asii v několika nespojitých areálech. Centrum druhové diverzity je v Číně, kde rostou celkem 4 (nebo 5 v závislosti na taxonomickém pojetí) druhy, z toho 2 endemické. Největší areál má lapina úzkokřídlá, rozšířená v Číně, Koreji a Vietnamu. Ve východní Asii rostou lapiny charakteristicky ve vlhkých, poříčních lesích až do nadmořských výšek okolo 3500 metrů. Lapina jasanolistá se vyskytuje ve velmi fragmentovaných areálech v Turecku, Kavkaze a Íránu, kde roste v poříčních lesích v nadmořských výškách do 1200 metrů. Lapina škumpolistá je endemit Japonska. Nejtropičtějším zástupcem rodu je Pterocarya tonkinensis, rostoucí v severní Indočíně a jižní Číně.

## Taxonomie
Rod Pterocarya je v rámci čeledi Juglandaceae řazen do podčeledi Juglandoideae. Nejblíže příbuzným rodem je rovněž asijský rod Cyclocarya, některé zdroje však udávají jako nejblíže příbuzný rod Juglans (ořešák).
Taxonomie rodu Pterocarya není dosud zcela dořešená. Druh P. hupehensis je někdy spojován s druhem P. stenoptera, některé variety druhu P. macroptera naopak mohou být pojímány jako samostatné druhy.

## Prehistorie
Nejstarší prokazatelné fosílie rodu Pterocarya byly nalezeny v Severní Americe. Jedná se o fosílie plodů, pocházející z období raného oligocénu. V oblasti Rocky Mountains rostlo v paleogénu několik druhů rodu Pterocarya společně se zástupci rodu Cyclocarya (oba rody se dnes vyskytují pouze v Asii) a již vyhynulého rodu †Polyptera. V období neogénu byl již rod Pterocarya rozšířen na většině severní polokoule.
Fosílie přiřaditelné k tomuto rodu byly velmi vzácně nalezeny i v severočeských hnědouhelných pánvích. Pocházejí z období miocénu.
Některé zdroje uvádějí fosílie ještě starší. Ze severní Číny byl popsán druh †Pterocarya sinoptera, datovaný do období střední jury. Stáří těchto fosilií činí asi 161,5 milionu let.

## Zástupci
- lapina jasanolistá (Pterocarya fraxinifolia, syn. P. pterocarpa)
- lapina Rehderova (Pterocarya × rehderiana)
- lapina škumpolistá (Pterocarya rhoifolia)
- lapina úzkokřídlá (Pterocarya stenoptera)[8]

## Význam

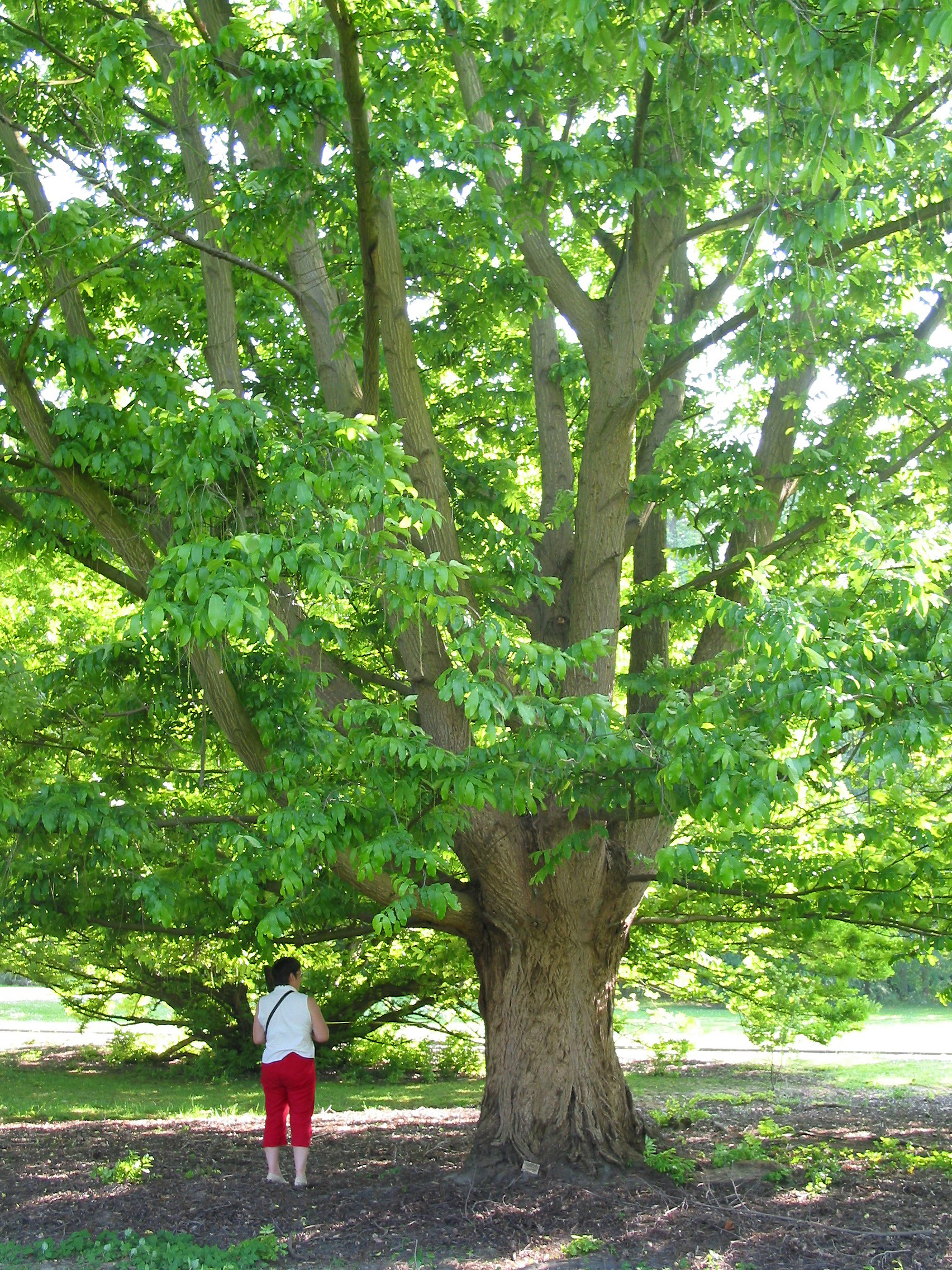
Lapina Rehderova v botanické zahradě v Belgii

Zimovzdorné druhy (lapina jasanolistá, lapina úzkokřídlá, lapina škumpolistá) jsou pěstovány i v České republice jako okrasné a parkové dřeviny. Výjimečně je pěstována i lapina Rehderova, kříženec lapiny jasanolisté a lapiny úzkokřídlé, vypěstovaný v Arnoldově arboretu v USA.
Lapiny prospívají na teplých, výslunných stanovištích v hlubokých, vlhkých půdách. Nejlépe se jim daří v blízkosti vodních toků či ploch. Jsou vysazovány především jako rozměrné, efektní solitéry, do zápoje se nehodí. Některé druhy vytvářejí četné výběžky a neošetřované stromy se časem mohou proměnit v houštinu. Lze je množit výsevem stratifikovaného osiva, hřížením nebo kořenovými řízky.

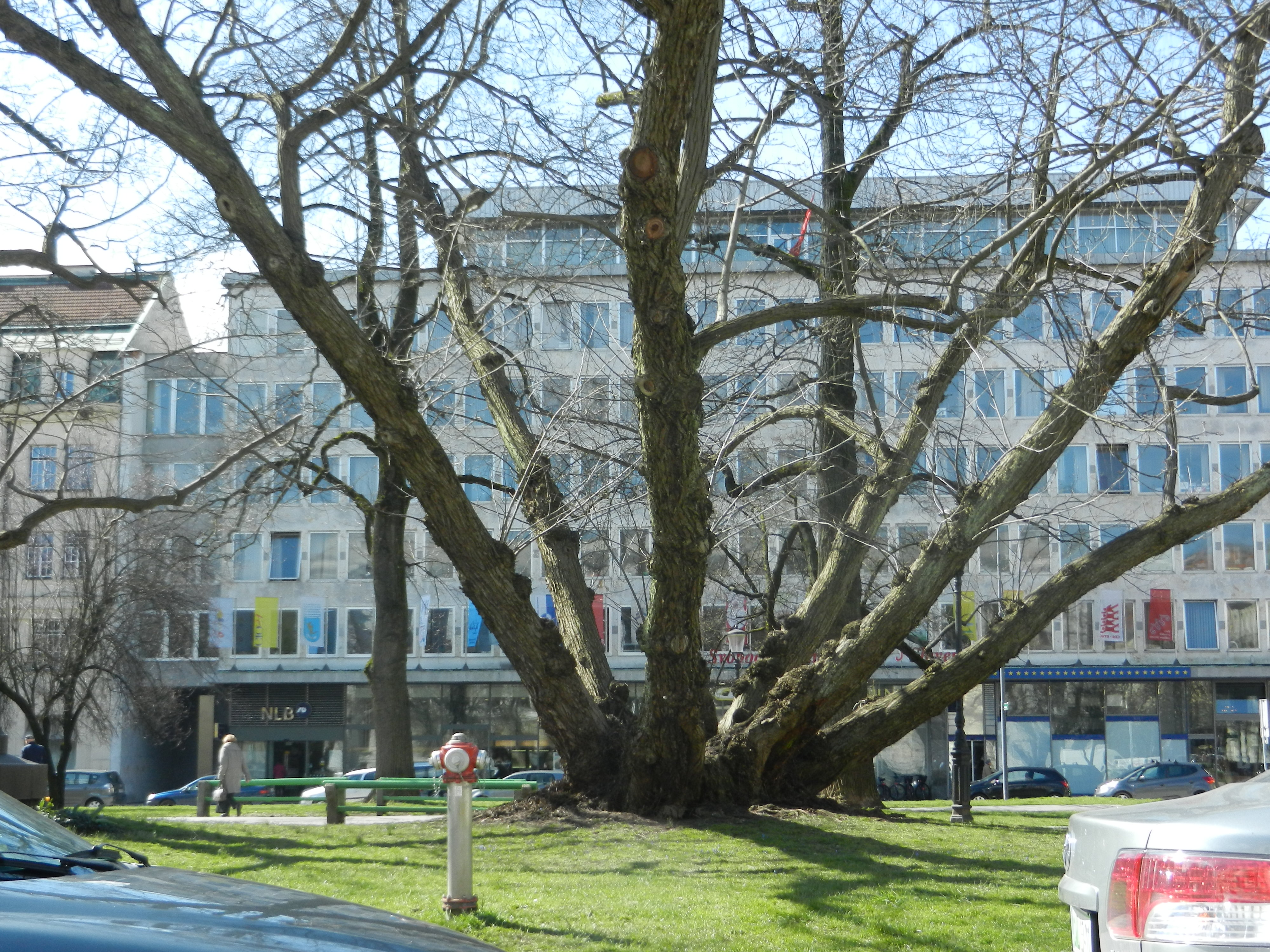
Lapina jasanolistá v parku v Lublani
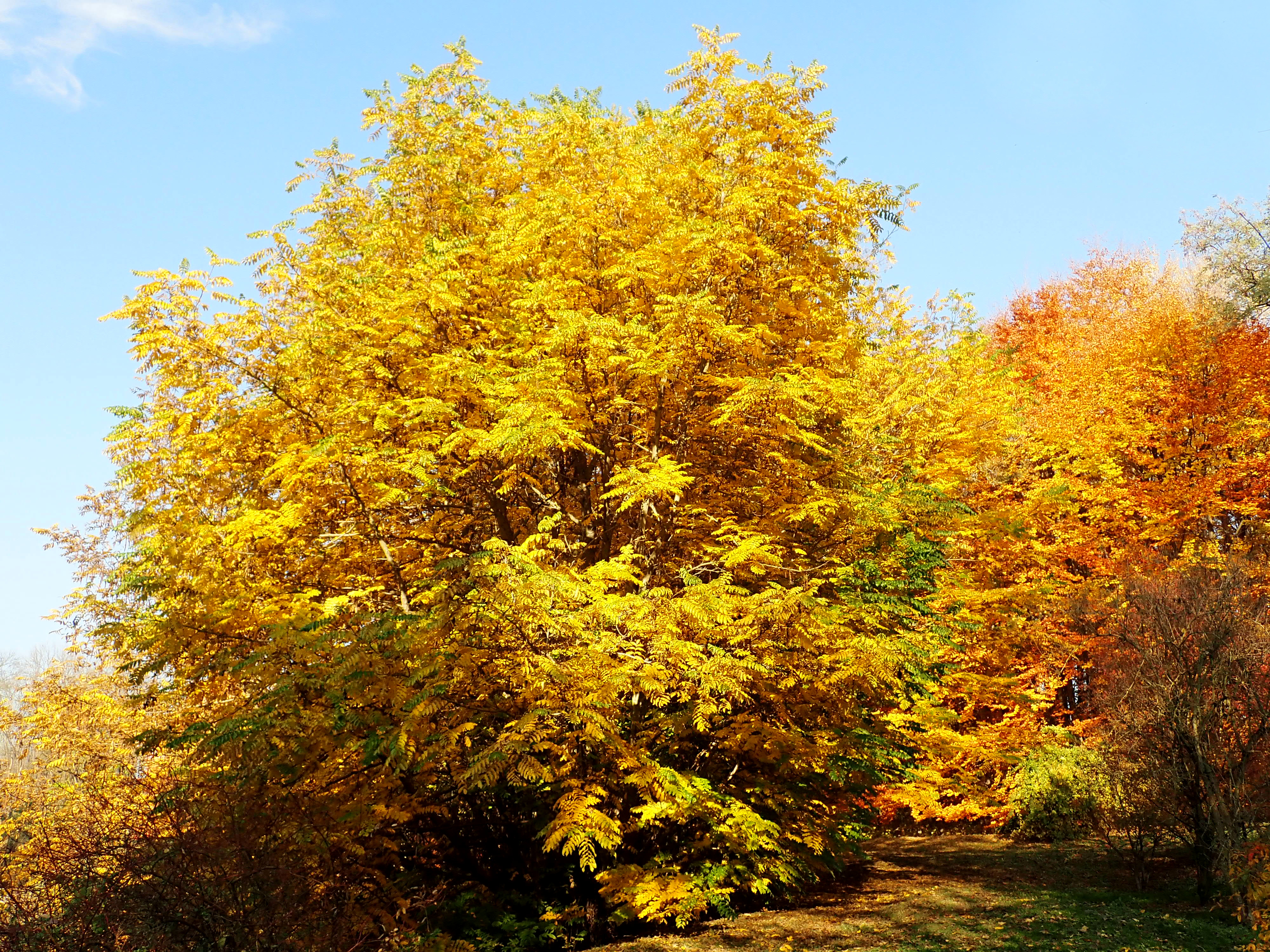
Podzimní zbarvení lapiny jasanolisté
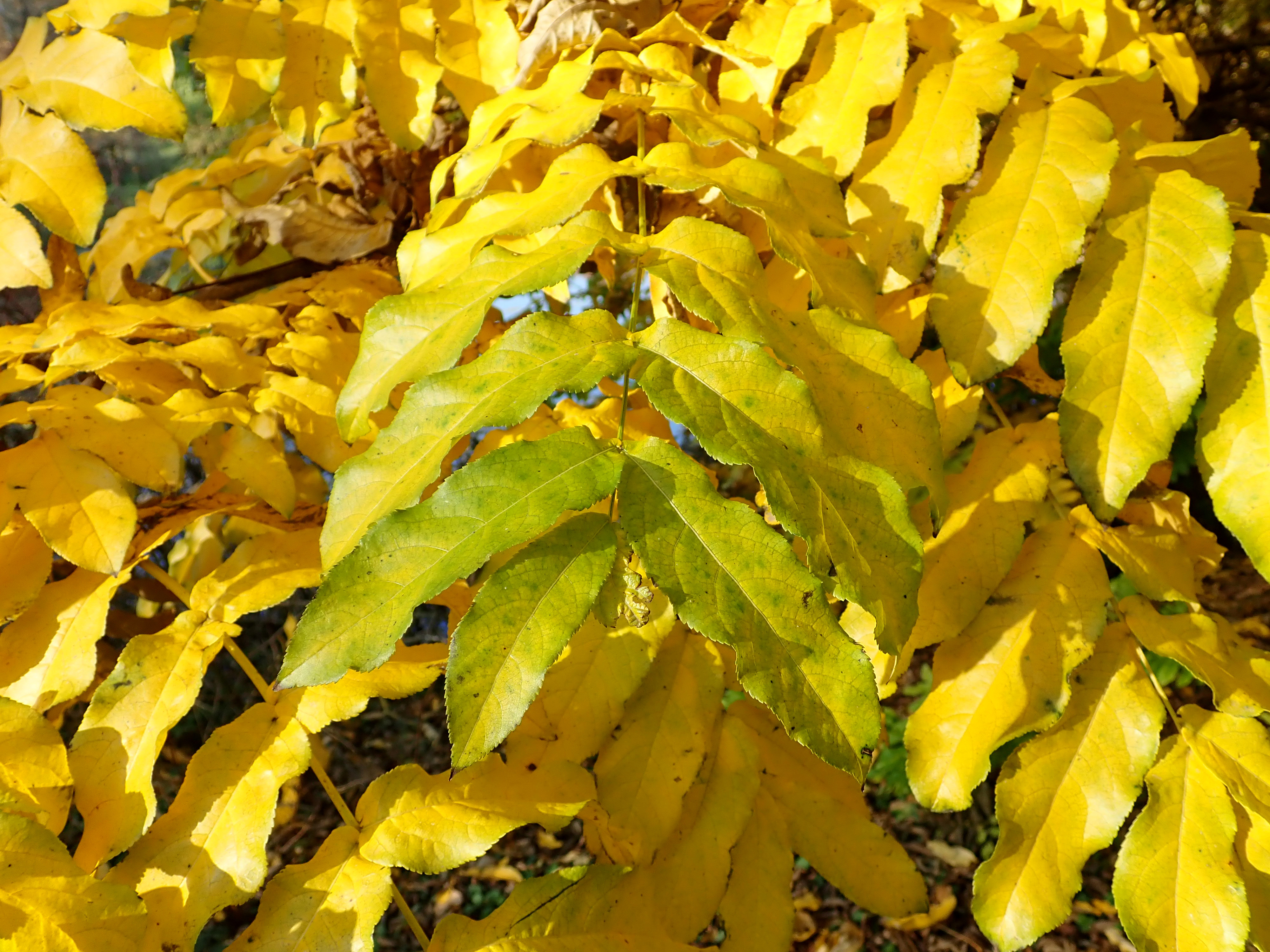
Podzimní zbarvení lapiny jasanolisté